# Вишневе (Красноградська міська громада)
Вишневе (до 17 лютого 2016 — Чапаєве) — село в Україні, у Берестинському районі Харківської області. Населення становить 175 осіб.

## Географія
Село Вишневе розташоване на відстані 1 км від річки Ланна. На відстані 1 км розташоване село Зоряне. По селу протікає пересихаючий струмок з загатами. Поруч проходить автомобільна дорога М18 (E105).

## Історія
Вишневе засноване в 1920 році з назвою Чапаєве.
Перейменоване на Вишневе 4 лютого 2016 року постановою Верховної Ради, вона вступила в дію з 18 лютого 2016 року.

## Населення
Згідно з переписом УРСР 1989 року чисельність наявного населення села становила 168 осіб, з яких 64 чоловіки та 104 жінки.
За переписом населення України 2001 року в селі мешкало 175 осіб.

### Мова
Розподіл населення за рідною мовою за даними перепису 2001 року:
| Мова       | Відсоток |
| ---------- | -------- |
| російська  | 57,71 %  |
| українська | 41,71 %  |
| інші       | 0,58 %   |